# Звездан (име)
Звездан је старо српско мушко име, изведено од именице звезда и антропонимског додатка - ан. Пренесена значења би била: „обасјан и осветљен звездама, пун звезда, који припада звездама, који је у вези са њима, који потиче од звезда“, али такође и „раскошан“, „светао“, „сјајан“. Ово име води порекло од другог старог словенског имена Звездодраг. У националној антропономији већине народа се помиње звезда.

## Облици имена
Име Звездан се употребљава само у свом изворном облику, јер имена од мила нису уобичајена. Међу српским народом постоји више личних имена и презимена, која су настала у вези са именицом „звезда“ и то од давних времена. Постоје на целом српском етничком простору, али у разним облицима. Женски облици су Звездана и Звезданка, а постоји и женско име Звезда. За сва та имена понегде се користи надимак Звена, као име од мила. Према неким тумачењима име Стела се јавља као превод са латинског језика, а такође означава звезду. У крајевима у којима се говори ијекавски (звијезда), јављају се облици: Звјездан, Звјездана, Звјезданка и Звијезда, а и крајевима где се користи икавски (звизда), јавља се име Звиздана, које помиње и Вук Караџић у свом „Рјечнику“. Без обзира на старост ових имена, она нису баш честа у Србији, а ни равномерно распоређена. Најраспрострањенија су у Црној Трави и на Власини, где се изговарају са префиксом „д“ (дзвезда), као „Дзвездан“, „Дзвезданка“, итд. У овим крајевима постоји више знаменитих људи са овим именима, међу којима и неколико истакнутих солунских ратника.